# Rodrigo Moledo
Rodrigo Modesto da Silva Moledo (Rio de Janeiro, 27 de outubro de 1987) é um futebolista brasileiro que atua como zagueiro. Atualmente joga no Coritiba.

## Carreira

### Início
Moledo começou sua carreira atuando pelo União Rondonópolis, e ganhou experiência na Europa ao atuar pelo Odra Wodzislaw da Polônia.

### Internacional
O atleta chegou ao Internacional ainda em 2010 (tendo despertado interesse do Colorado ainda em 2009, quando o União Rondonópolis jogou contra sua equipe pela Copa do Brasil), mas, por conta de lesões, só foi aparecer para a torcida colorada em 2011, com o time B, na arrancada do Gauchão. Ao lado de Ronaldo Alves, fez uma boa dupla de zaga, considerada uma das grandes virtudes daquele time. O bom desempenho o levou ao grupo principal, firmando-se como titular a partir de 2011.
No time de Dunga, em 2013, fez dupla com o experiente Juan. Suas atuações o levaram a ser convocado pela Seleção Brasileira.
Encerrou sua primeira passagem pelo Internacional com três temporadas onde  atuou 45 vezes e marcou três gols.

### Metalist
No dia 11 de junho de 2013, foi confirmada sua venda do Colorado ao Metalist Kharkiv, da Ucrânia. O valor da negociação foi de 5 milhões de euros, e o contrato teria duração de cinco anos. Por conta de salários atrasados, ficou livre no mercado após rescindir com o Metalist.
Encerrou sua passagem com bom desempenho no futebol ucraniano: foram 17 jogos, com dez vitórias, sete empates e nenhuma derrota.

### Retorno ao Internacional
No dia 3 de julho de 2015 foi anunciado seu retorno ao Internacional. Com um contrato de risco, só teve atuações pelo time B, sendo preterido por Argel Fucks.

### Panathinaikos
Em janeiro de 2016, foi anunciada a contratação de Moledo pelo Panathinaikos, da Grécia.
| “                                            | Estou muito feliz por ter fechado com o Panathinaikos. Esse desafio vai ser importante para a minha carreira. | ” |
| — Rodrigo Moledo, em entrevista de despedida | |   |

Encerrou sua passagem pela Grécia após ter problemas financeiro com seu clube, onde jogou 37 vezes e marcou três golos.

### Novo retorno ao Internacional
No dia 10 de janeiro de 2018, quando estava apto a assinar um pré-contrato, o Internacional anunciou o seu repatriamento, com contrato até 2021.
Em 2024, teve seu contrato com o Inter encerrado após estar suspenso por doping pela Conmebol.

### Chapecoense
Buscando a manutenção na Série B do Campeonato Brasileiro, a Chapecoense anunciou a contratação do zagueiro Rodrigo Moledo. Ele assinou contrato válido com o Verdão do Oeste até 30 de novembro de 2024, quando termina a temporada.

### Coritiba
Em janeiro de 2025, o Coritiba oficializou a contratação do zagueiro Rodrigo Moledo.

## Seleção Brasileira
No dia 19 de abril de 2013, após a dispensa de Henrique, então zagueiro do Palmeiras, por razões de conflito de calendário com jogos de seu time, Rodrigo Moledo foi convocado por Luiz Felipe Scolari para o amistoso diante do Chile, em 24 próximo.
Contudo, com a mudança do dia dos jogos da Libertadores, Henrique o foi reconvocado, mas, mesmo assim, Moledo continuou mantido na lista.

## Títulos
União Rondonópolis
- Campeonato Mato-Grossense: 2010[2]

Internacional
- Campeonato Gaúcho: 2011, 2012 e 2013[2]
- Recopa Sul-Americana: 2011[2]